# فريدريك جرين
فريدريك ويليام جرين (21 مارس 1869 – 1949) كان عالم مصريات إنجليزي، عمل في عدد من المواقع في جميع أنحاء مصر.

## السيرة الذاتية
ولد في لندن في 21 مارس 1869. عمل في هيراكونبوليس (نخن القديمة)، حيث اكتشف فريقه لوحة نارمر في عام 1898.
درس في كلية يسوع في كامبريدج، وواصل دراسة علم الآثار وعلم المصريات تحت إشراف كورت زيته في غوتينغن وستراسبورغ ثم قام بالتنقيب في المواقع داخل مصر وحولها مع فلندرز بيتري وسومرز كلارك. عمل مع جيمس كويبل في هيراكونبوليس من 1897 إلى 1898 (ومنفردًا في 1899).
في وقت لاحق، قام بالتنقيب في الكاب مع كلارك وأرتشيبالد سايس من 1901 إلى 1902. قام بمسح الطبوغرافيا وآثار النوبة في 1906 و1909 إلى 1910. في نهاية حياته المهنية، قاد جرين الحفريات التي مولتها "موند" في أرمنت من 1929 إلى 1930. كان أمينًا فخريًا للآثار في متحف فيتزويليام في كامبريدج، من 1908 إلى 1949.
كان جرين فنانًا متمكنًا في الرسم بالألوان المائية، وقد أنجز مئات اللوحات خلال رحلاته. في عام 2009، ظهرت مجموعة من 149 لوحة، بالإضافة إلى رسومات الطفولة ودفاتر الرسم المبكرة للبيع في موقع مزادات على الإنترنت، موثقة بالكامل قبل تفرقها.
توفي في غريت شلفورد، كامبريدجشير في عام 1949.